# Ungarische Streitkräfte

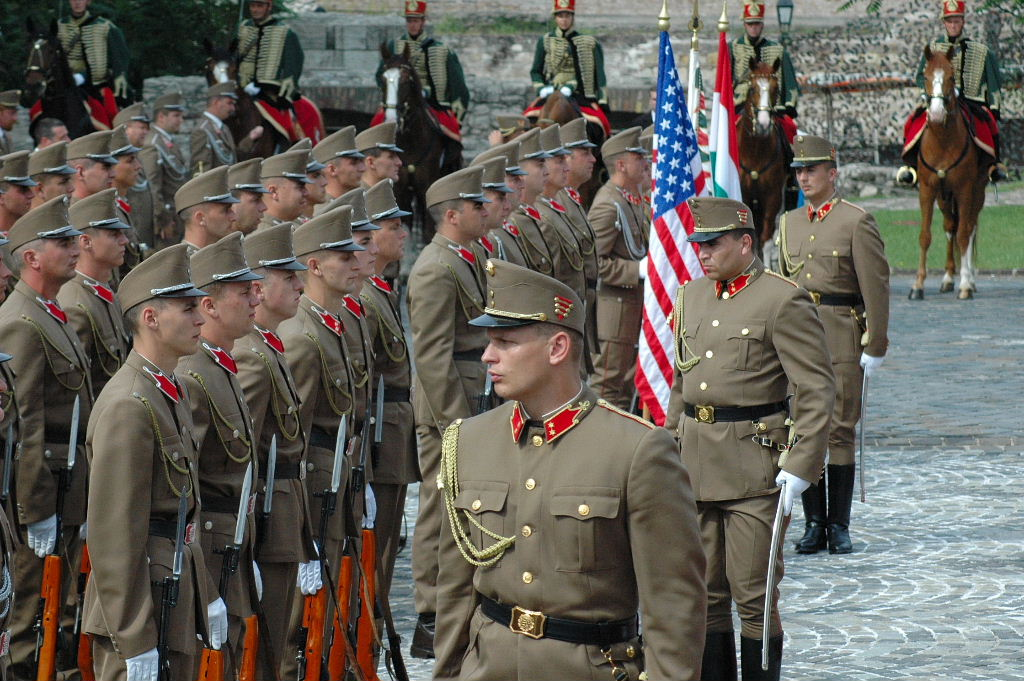
Ehrenkompanie der Ungarischen Armee

Die Ungarischen Streitkräfte (ung. Magyar Honvédség) stellen zusammen mit der Grenzwache die bewaffneten Streitkräfte des Landes dar. Vorläufer war die Ungarische Volksarmee (ung. Magyar Néphadsereg).
Seit dem NATO-Beitritt Ungarns 1999 im Zuge der NATO-Osterweiterung werden die Streitkräfte dem westlichen Standard angepasst. Die meisten Waffensysteme stammen aus sowjetischer Produktion. Seit 1988 hat sich die Zahl der Soldaten von 99.000 aktiven und 135.000 Reservisten auf jetzt noch 20.100 Aktive und 20.000 Reservisten verringert. Seitdem die Wehrpflicht 2004 abgeschafft wurde, bestehen Ungarns Streitkräfte aus Berufssoldaten. 

## Geschichte
Nach dem Österreich-Ungarischen Ausgleich 1867 verfügte Ungarn mit der k.u. Landwehr (Honvéd) bereits über eigene Streitkräfte. Nach dem Auseinanderbrechen Österreich-Ungarns  traten viele  Weltkriegsveteranen aus der Honvéd in die während der Zeit der Ungarischen Räterepublik gebildete Rote Armee ein, die letztlich im Kampf gegen rumänische Truppen unterlag. Im August 1919 besetzte Rumänien die ungarische Hauptstadt Budapest, was den Untergang der Räterepublik zur Folge hatte. Nach dem Abzug der Rumänen 1920 übernahm Reichsverweser Miklós Horthy und dessen Königlich Ungarische Armee die Macht in Ungarn. Die Königlich Ungarische Armee wurde als Verbündeter der Wehrmacht in der Schlacht um Budapest 1945 weitgehend aufgerieben. Nach dem Ende des Zweiten Weltkriegs wurde die ungarischen Streitkräfte dann unter dem Einfluss der Sowjetunion wieder aufgebaut und in die Strukturen des Warschauer Paktes eingebunden. Nach dem Ende des Kalten Krieges wurden die ungarischen Streitkräfte reorganisiert. Ungarn als einer von drei ehemaligen Warschauer-Pakt-Staaten trat am 12. März 1999 der NATO bei.

## Auftrag
Die Ungarische Streitkräfte haben den Auftrag, die territoriale Integrität des Staates Ungarn zu schützen und im Kriegsfall die Landesverteidigung zu gewährleisten. Im Frieden leisten sie durch Ausbildung, Bereitstellung und Versorgung von Militär einen Beitrag zu Ungarns Bündnisverpflichtungen innerhalb der NATO.
Die NATO hat (Stand März 2009) kritisiert, Ungarn komme seinen Bündnisverpflichtungen nicht nach und die Streitkräfte könnten den Schutz des eigenen Landes nicht gewährleisten. Seit dem Jahr 2023 erfüllte Ungarn die von der NATO geforderte 2% Hürde.

### Streitkräfte
- Mannstärke: 20.100[1], Frauenanteil 2019 bei ca. 20 %
  - Heer: 18.000
  - Luftstreitkräfte: 5.000
- Reserve: 20.000[8] (Verpflichtung bis 50)
- Paramilitärische Kräfte: 12.000[9]

### Auslandseinsätze
Bis zu ihrem Rückzug im Jahr 2005 waren 300 ungarische Soldaten im Irak. Es ist bekannt, dass die Reservebasis der ungarischen Luftwaffe in Kaposvár vor dem Irak-Krieg von der US-Luftwaffe gemietet wurde.
Daneben sind die ungarischen Streitkräfte im Rahmen folgender internationaler Verpflichtungen engagiert:
- Bosnien-Herzegowina (EUFOR): 160
- Irak (Internationale Allianz gegen den Islamischen Staat): 150
- Kosovo (KFOR): 430

### Befehlskette
- Oberbefehl liegt beim Präsidenten der Republik
- Generalstab
- Kommando der Landstreitkräfte
- Kommando der Luftstreitkräfte
- Kommando der Spezialkräfte
- Kommando der Cyber Operationskräfte
- Kommando für Reserve und Unterstützung
- Kommando zur Modernisierung und Transformation der Streitkräfte

### Struktur

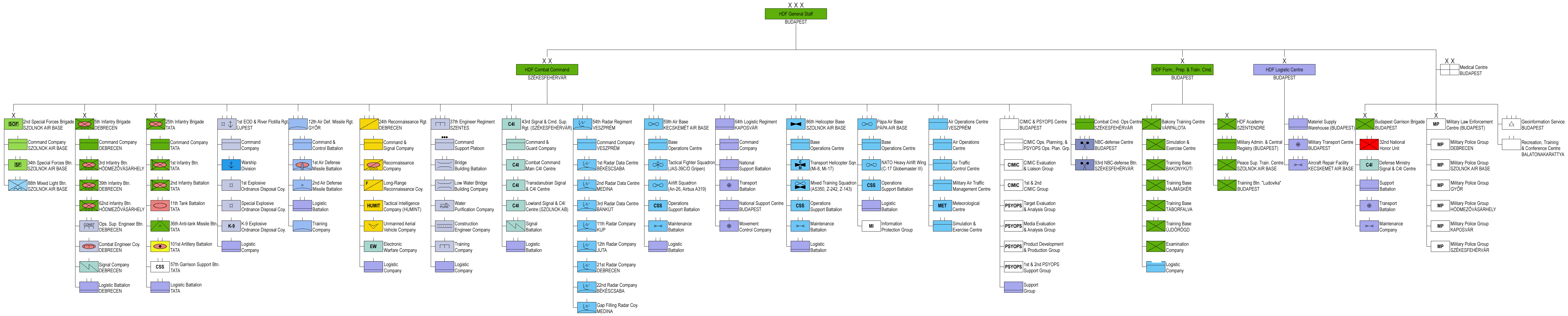
Organisationsstruktur der Ungarische Streitkräfte

### Dienstgrade
| NATO Code | Ungarische Rangbezeichnung | Deutsche Übersetzung (Bundeswehr; Bundesheer)            |
| --------- | -------------------------- | -------------------------------------------------------- |
| OR-1      | Honvéd (hv)                | Soldat; Rekrut                                           |
| OR-2      | Őrvezető (örv)             | Gefreiter                                                |
| OR-3      | Tizedes (tiz)              | Obergefreiter/Hauptgefreiter; Korporal                   |
| OR-4      | Szakaszvezető (szkv)       | Stabsgefreiter/Oberstabsgefreiter; Zugsführer            |
| OR-5      | Őrmester (örm)             | Unteroffizier, Stabsunteroffizier; Wachtmeister          |
| OR-6      | Törzsőrmester (törm)       | Feldwebel, Oberfeldwebel; Oberwachtmeister               |
| OR-7      | Főtörzsőrmester (ftörm)    | Hauptfeldwebel; Stabswachtmeister                        |
| OR-8      | Zászlós (zls)              | Stabsfeldwebel; Oberstabswachtmeister                    |
| OR-8      | Törzszászlós (tzls)        | Stabsfeldwebel; Oberstabswachtmeister                    |
| OR-9      | Főtörzszászlós (ftzls)     | Oberstabsfeldwebel; Offiziersstellvertreter/Vizeleutnant |

| NATO Code | Ungarische Rangbezeichnung | Deutsche Übersetzung (Bundeswehr; Bundesheer) |
| --------- | -------------------------- | --------------------------------------------- |
| OF-1      | Hadnagy (hdgy)             | Leutnant                                      |
| OF-1      | Főhadnagy (fhdgy)          | Oberleutnant                                  |
| OF-2      | Százados (szds)            | Hauptmann, Stabshauptmann; Hauptmann          |
| OF-3      | Őrnagy (őrgy)              | Major                                         |
| OF-4      | Alezredes (alez)           | Oberstleutnant                                |
| OF-5      | Ezredes (ezds)             | Oberst                                        |
| OF-6      | Dandártábornok (ddtbk)     | Brigadegeneral; Brigadier                     |
| OF-7      | Vezérőrnagy (vörgy)        | Generalmajor                                  |
| OF-8      | Altábornagy (altbgy)       | Generalleutnant                               |
| OF-9      | Vezérezredes (vezds)       | General (Generaloberst)                       |

Vgl. Dienstgrade der ungarischen Streitkräfte und Aufbau und Organisation der Österreichisch-Ungarischen Landstreitkräfte

## Teilstreitkräfte

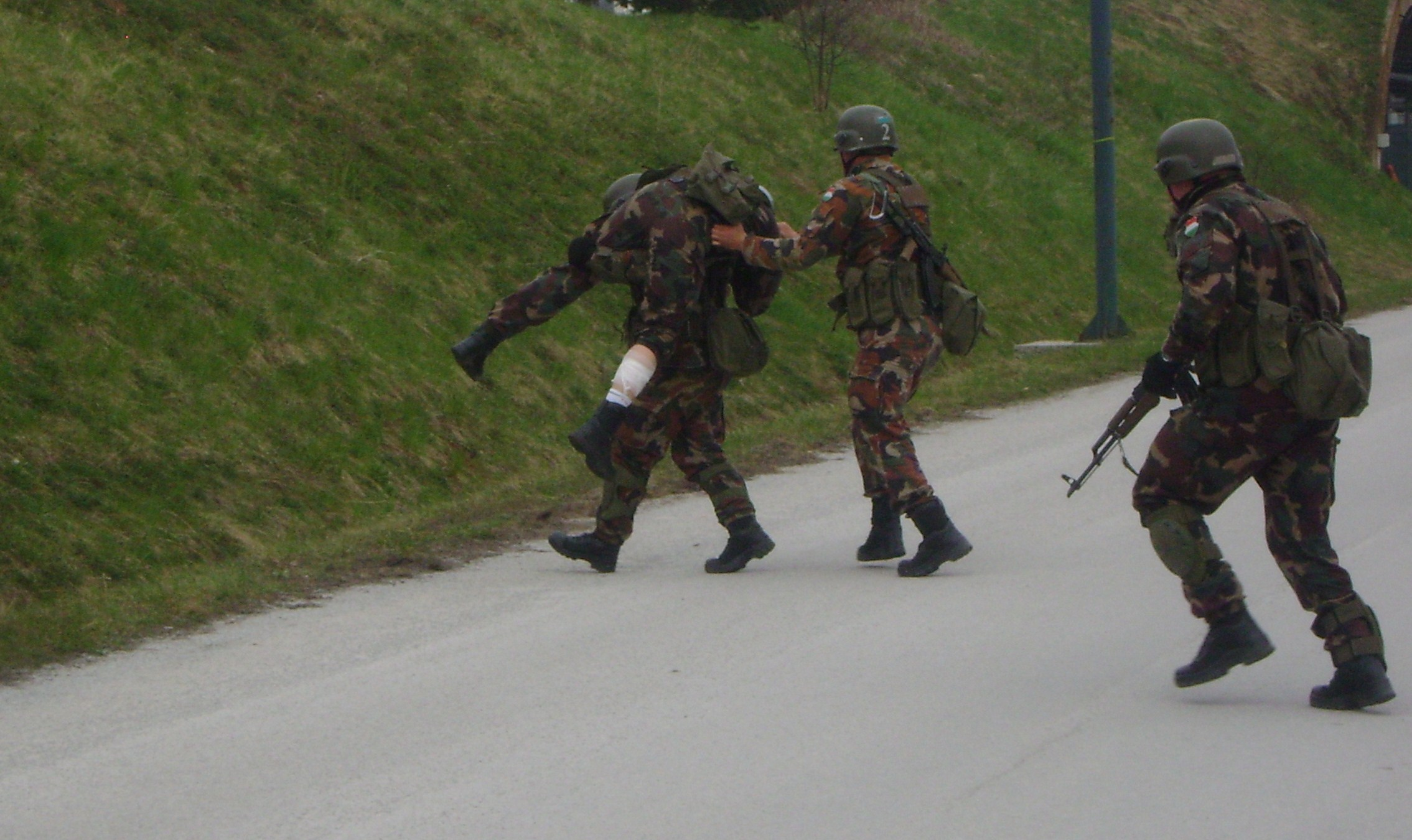
Ungarische Soldaten bei einer Übung in Selbst- und Kameradenhilfe

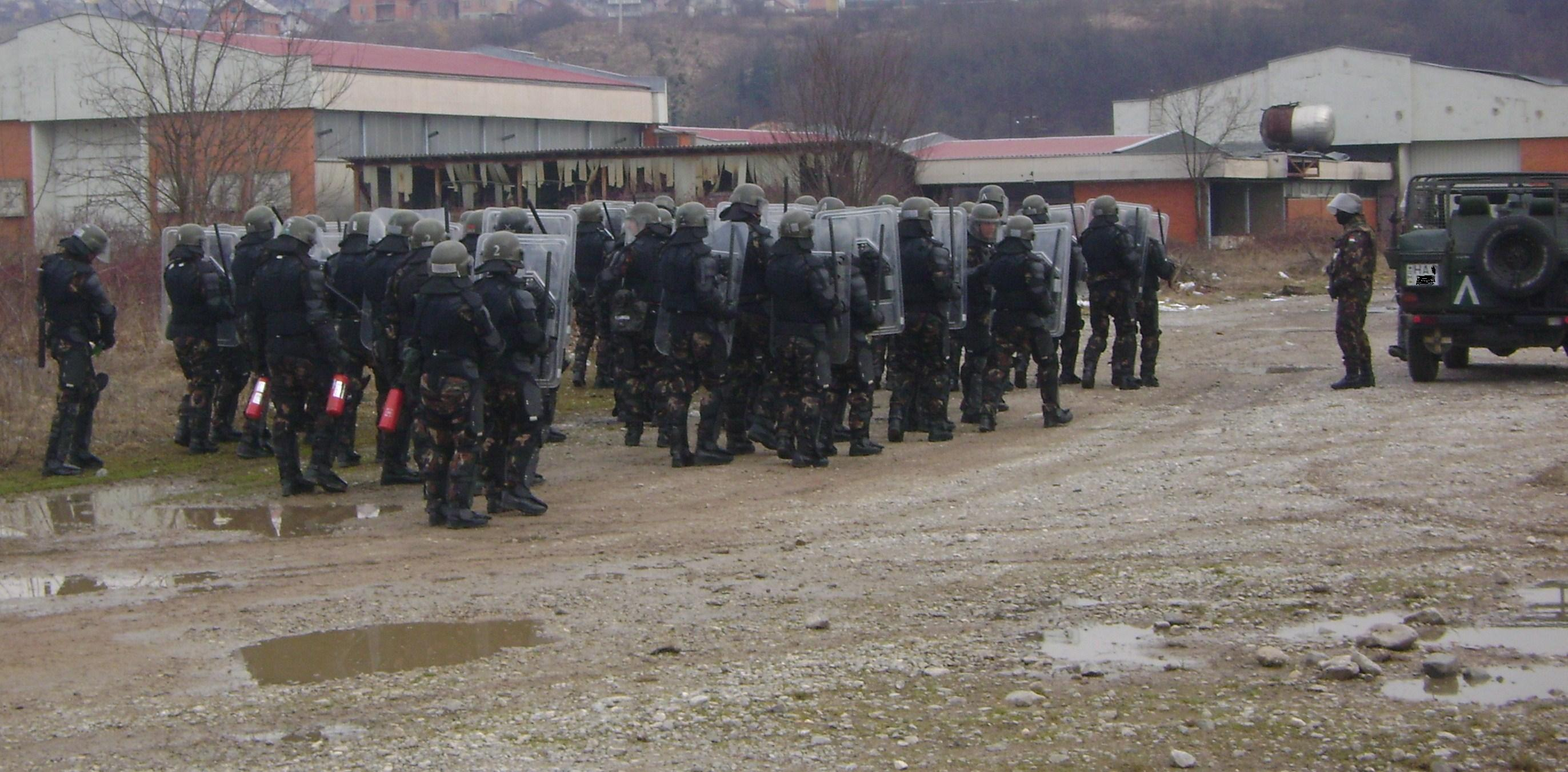
Ungarische CRC-Kräfte

Die ungarischen Streitkräfte bestehen aus Land- und Luftstreitkräften. Da Ungarn ein Binnenstaat ist, verfügt es über keine Seestreitkräfte, allerdings sind bewaffnete Binnenschiffe auf der Donau und auf der Theiß im Einsatz.

### Heer
- Mannstärke: 18.000
- Kampfpanzer: 
  - 164 T-72
  - 12 Leopard 2 A4HU[10]
  - Leopard 2 A7HU (44 bestellt, erste ausgeliefert)[11]
- Gepanzerte Fahrzeuge: 7.128
  - Kauf von 218 neuen Lynx KF 41 Schützenpanzern[12]
- Artillerie: 532
  - Selbstfahrende Artillerie: 151 (24 Panzerhaubitze 2000)
  - Raketenwerfer MLRS: 56 (Lagerbestand)[13]

Für die Sicherheit der Flüsse und Binnenseen ist das Heer mit 270 Soldaten und etwa 45 kleinen Schnellbooten zuständig.

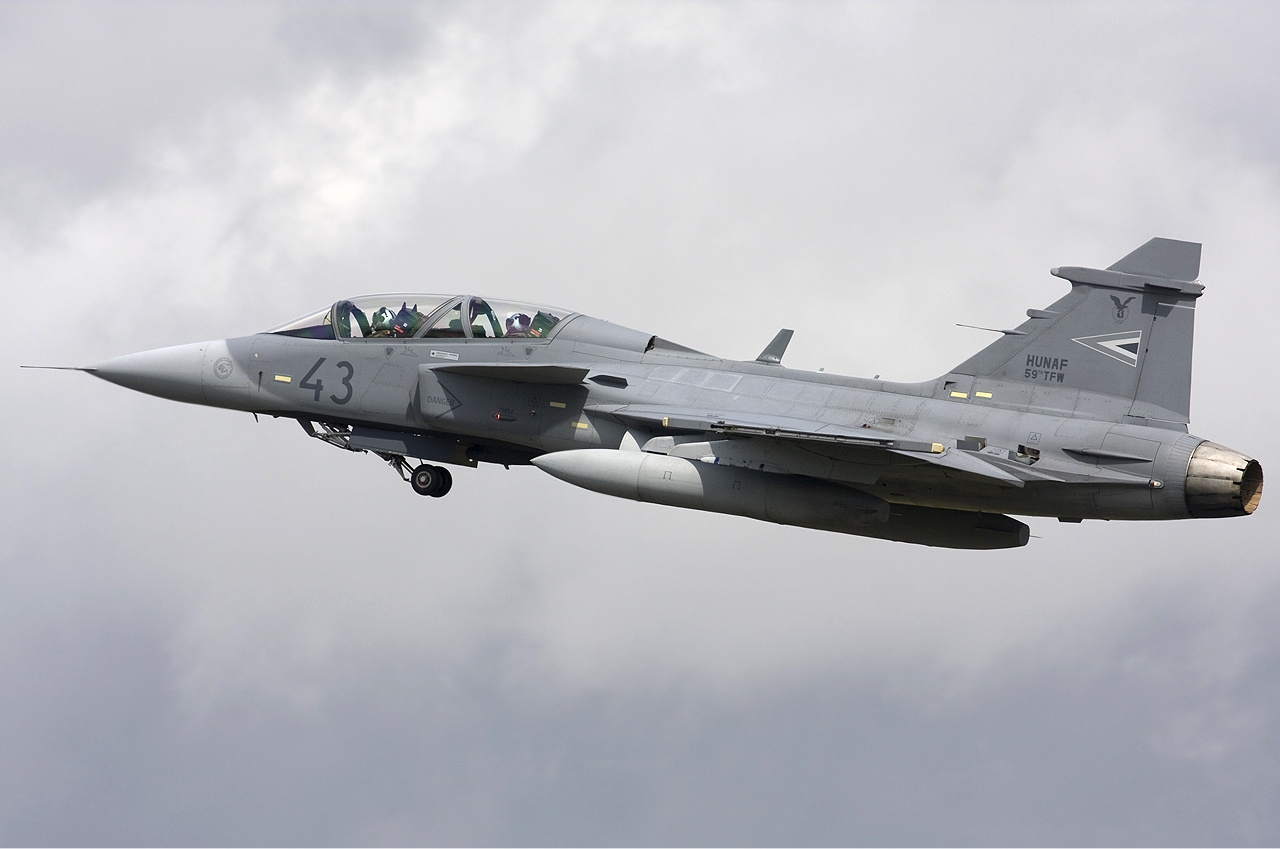
JAS-39D Gripen

### Luftstreitkräfte
Die Luftstreitkräfte haben einen Umfang von 5.000 Soldaten und sind hauptsächlich auf zwei Stützpunkte disloziert. Als Ersatz für die letzten 22 MiG-21 wurden von Schweden 14 Saab 39 Gripen-Jets geleast. Als Besonderheit gibt es drei in Ungarn registrierte und stationierte C-17 Globemaster III, die von der multinational besetzten Heavy Airlift Wing der Strategic Airlift Capability in Pápa betrieben werden.

## Belege
1. 1 2 3  Defence expenditure of NATO countries (2014-2023). nato.int, 14. März 2024, abgerufen am 9. April 2024 (englisch).
2. 1 2 3  Hungary Military Strength. Abgerufen am 24. Juni 2022 (englisch).
3. ↑  Rekordausgaben für die Verteidigung im Jahr 2025. Ungarn heute, 14. Januar 2025, abgerufen am 14. Januar 2025.
4. 1 2  Defence Expenditure of NATO Countries (2014-2024). In: nato.int. 17. Juni 2024, abgerufen am 18. Juni 2024 (englisch).
5. ↑  tagesschau.de (Memento vom 15. März 2009 im Internet Archive)
6. ↑  Verteidigungsminister will moralische Krise bewältigen (Memento vom 11. Juni 2010 im Internet Archive)
7. ↑  National Report – Hungary 2008 (PDF).
8. ↑  2023 Hungary Military Strength. Abgerufen am 29. November 2023 (amerikanisches Englisch).
9. ↑  2023 Hungary Military Strength. Abgerufen am 29. November 2023 (amerikanisches Englisch).
10. ↑  Péter Licskay: Die ersten ungarischen Leopard-Panzer sind fertig. 6. Juli 2020, abgerufen am 29. November 2023.
11. ↑  Péter Licskay: Die ersten ungarischen Leopard-Panzer sind fertig. 6. Juli 2020, abgerufen am 29. November 2023.
12. ↑  Meilenstein für den Lynx-Panzer der Armee. In: Ungarn Heute. Abgerufen am 29. November 2023.
13. ↑  Péter Licskay: Die ersten ungarischen Leopard-Panzer sind fertig. 6. Juli 2020, abgerufen am 29. November 2023.